# Франклин Чанг-Диас
Франклин Рамон Чанг – Диас (на английски: Franklin Ramón Chang Díaz) е роден на 5 април 1950 г. в гр. Сан Хосе, Коста Рика. Американски инженер, физик и астронавт от НАСА. Един от двамата астронавти в света, участвали в седем космически полета. Президент на Ad Astra Rocket Company – една от водещите фирми в аерокосмическата индустрия.

## Образование
Чанг-Диас е завършил престижното училище La Salle School, след което заминава за САЩ, за да завърши висшето си образование. Той учи в Университета на Кънектикът и се дипломира като бакалавър по инженерна механика. През 1977 г. се дипломира в Масачузетски технологичен институт като магистър по физика на плазмата. Същата година защитава докторат по философия. След дипломирането си започва научно – изследователска дейност в областта на плазмените ракетни двигатели.

## Служба в НАСА
Франклин Чанг – Диас е избран за астронавт от НАСА на 29 май 1980 г., Астронавтска група №9. От същата група е и другия астронавт със седем космически полета - Джери Рос. По време на последната си мисия в космоса, Ф. Чанг - Диас извършва три космически разходки.

### Космически полети
| Космически полети на Франклин Чанг – Диас                | Космически полети на Франклин Чанг – Диас | Космически полети на Франклин Чанг – Диас | Космически полети на Франклин Чанг – Диас | Космически полети на Франклин Чанг – Диас |
| №                                                        | Дата                                      | КК                                        | Функции                                   | Продължителност                           |
| -------------------------------------------------------- | ----------------------------------------- | ----------------------------------------- | ----------------------------------------- | ----------------------------------------- |
| 1                                                        | 12 януари 1986                            | „Колумбия“, мисия STS-61C                 | Специалист на мисията                     | 6 денонощия 02 час 03 мин. 51 сек.        |
| 2                                                        | 18 октомври 1989                          | „Атлантис“, мисия STS-34                  | Специалист на мисията                     | 4 денонощия 23 часа 39 мин. 20 сек.       |
| 3                                                        | 31 юли 1992                               | „Атлантис“, мисия STS-46                  | Специалист на мисията                     | 7 денонощия 23 часа 15 мин. 03 сек.       |
| 4                                                        | 3 февруари 1994                           | „Дискавъри“, мисия STS-60                 | Специалист на мисията                     | 8 денонощия 07 часа 09 мин. 22 сек.       |
| 5                                                        | 22 февруари 1996                          | „Колумбия“, мисия STS-75                  | Специалист на мисията                     | 15 денонощия 17 часа 40 мин. 22 сек.      |
| 6                                                        | 2 юни 1998                                | „Дискавъри“, мисия STS-91                 | Специалист на мисията                     | 9 денонощия 19 часа 55 мин. 01 сек.       |
| 7                                                        | 5 юни 2002                                | „Индевър“, мисия STS-111                  | Специалист на мисията                     | 13 денонощия 20 часа 35 мин. 56 сек.      |
| Сумарно време в космоса – 66 денонощия 18 часа 16 минути |                                           |                                           |                                           |                                           |

## След НАСА
От 1993 до 2005 г. Чанг – Диас е Директор на лабораторията за развитие на двигателите към космическия център Линдън Джонсън в Хюстън, Тексас. През 2005 г. напуска НАСА и започва работа като президент на аерокосмическата фирма Ad Astra Rocket Company.